# سم سیمونیان
سم سیمونیان (ارمنی: Սեմ Սիմոնյան ) مهندس، کارآفرین ارمنی-آمریکایی است.

## زندگی‌نامه
وی در لبنان به دنیا آمد و از دانشگاه آمریکایی بیروت فارغ‌التحصیل گشت. همچنین برندهٔ جوایزی همچون نشان آنانیا شیراکاتسی (۲۰۱۱) شده است.